# Ракитниця (село)
Ракитниця (хорв. Rakitnica) — населений пункт у Хорватії, в Копривницько-Крижевецькій жупанії у складі громади Вір'є.

## Населення
Населення за даними перепису 2011 року становило 136 осіб.
Динаміка чисельності населення поселення: